# Upucerthia saturatior
Upucerthia saturatior là một loài chim trong họ Furnariidae.